# Baris novaki
Baris novaki é uma espécie de insetos coleópteros polífagos pertencente à família Curculionidae.
A autoridade científica da espécie é Penecke, tendo sido descrita no ano de 1935.
Trata-se de uma espécie presente no território português.